# (13928) Aaronrogers
(13928) Aaronrogers est un astéroïde de la ceinture principale.

## Description
(13928) Aaronrogers est un astéroïde de la ceinture principale. Il fut découvert le 26 octobre 1987 à Flagstaff par Edward L. G. Bowell. Il présente une orbite caractérisée par un demi-grand axe de 2,33 UA, une excentricité de 0,24 et une inclinaison de 4,1° par rapport à l'écliptique.

## Compléments